# Oscarskyrkan
Oscarskyrkan är församlingskyrka i Oscars församling i Stockholms stift. Byggnaden ligger i kvarteret Stallmästaren vid vägskälet Narvavägen 6 / Fredrikshovsgatan 1 på stadsdelen Östermalm i Stockholm. Arkitekt är Gustaf Hermansson. Kyrkan invigdes 1903.

## Historik

### Tomten
På grund av den snabba tillväxten av stadsdelen Östermalm i slutet av 1800-talet aktualiserades frågan om en ny större kyrkobyggnad nära Djurgårdsbron. Andra förslag till placering var vid Valhallavägen och vid den då nyanlagda Karlaplan. Valet föll slutligen på några obebyggda tomter i kvarteret Stallmästarens södra del, dagens Stallmästaren 1. Man inköpte även granntomten Stallmästaren 11 där kyrkans församlingshus uppfördes 1906-1907. 1933 byggdes ytterligare ett församlingshus på närbelägna Hornblåsaren 34.

### Arkitekttävling
Byggandet föregicks av en arkitekttävling i vilken det stipulerades att kyrkan skulle uppföras av sten, ha fasta platser för 1 400 till 1 500 personer och där kostnaden inte fick överstiga 325 000 kronor. 18 förslag lämnades in, och Gustaf Hermansson tilldelades första priset. Erland Heurlin och Johan Nordquist förslag fick andra pris, medan Valfrid Karlson fick tredje pris. Såväl det vinnande förslaget som de andra pristagarna fick dock ett ljummet mottagande i Stockholmspressen. I Svenska Dagbladet beskrevs förslagen som gjorda efter "samma gotiska schablon enligt vilken "masstals tyska småkyrkor" uppförts under de senast åren, och Dagens Nyheter ville istället ha något av de icke belönade förslagen. Hermansson fick trots kritiken utföra byggnadsritningarna.
Kyrkan fick sitt namn efter kung Oscar II med anledning av hans 25-årsjubileum som regent. Den 11 december 1897 lade han grundstenen till kyrkan. Byggnadsarbetena kom dock att dra ut på tiden på grund av problem med bland annat grundläggningen, uteblivna leveranser och strejker. Invigningen ägde rum först i september 1903.
På församlingens begäran kom tornet att byggas något högre än i tävlingsförslaget. Den största förändringen mot det vinnande tävlingsförslaget var att fasadernas ursprungliga kombinationen tegel / natursten ersattes med en beklädnad av enbart natursten. Exteriören är i stort den samma sedan invigningen 1903, medan interiören omarbetats kraftigt jämfört med den stil Hermansson byggde upp. Redan från början blev också arkitekten hårt kritiserad av belackare till nygotiken.

## Kyrkobyggnaden

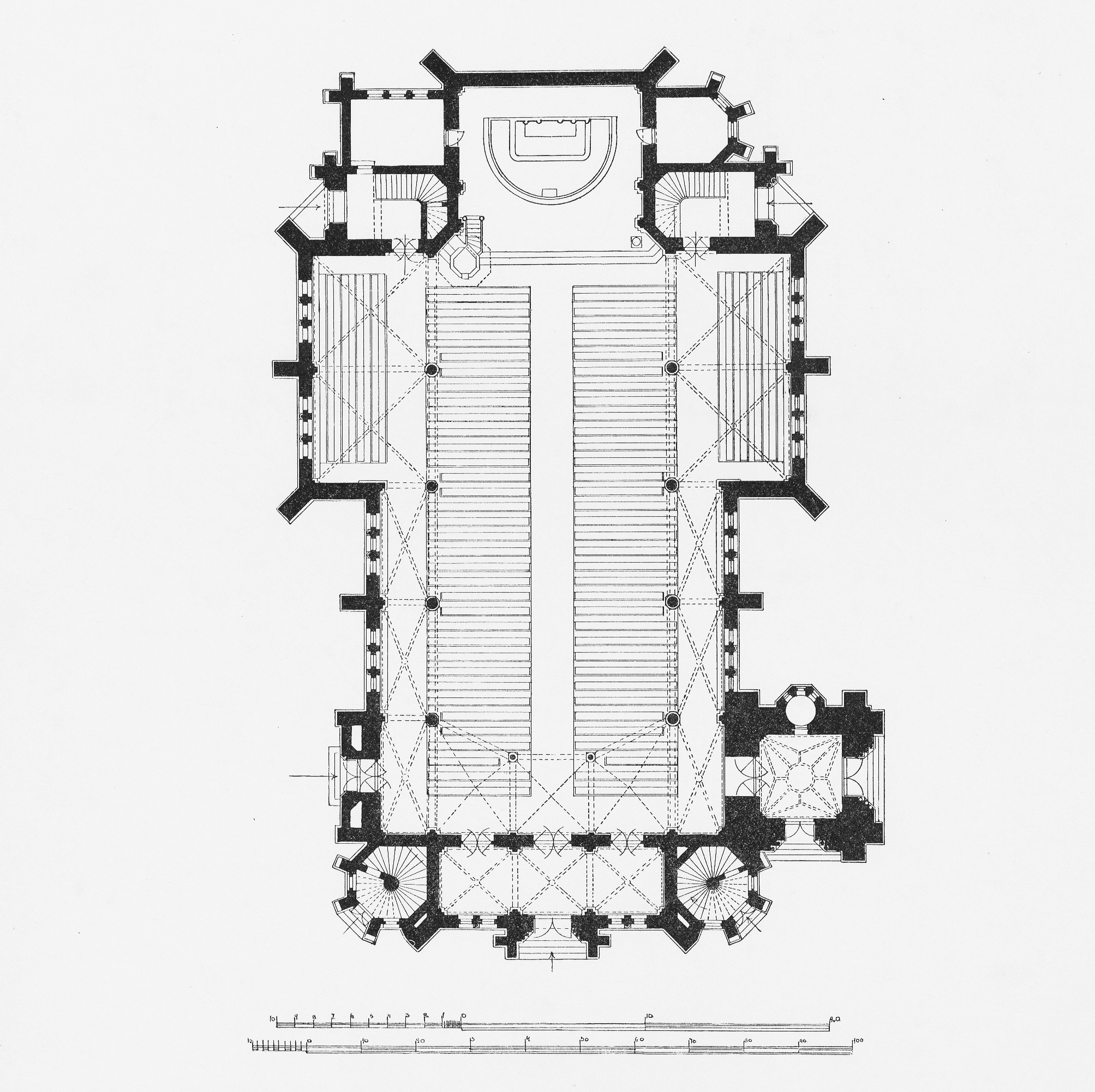
Planritning.

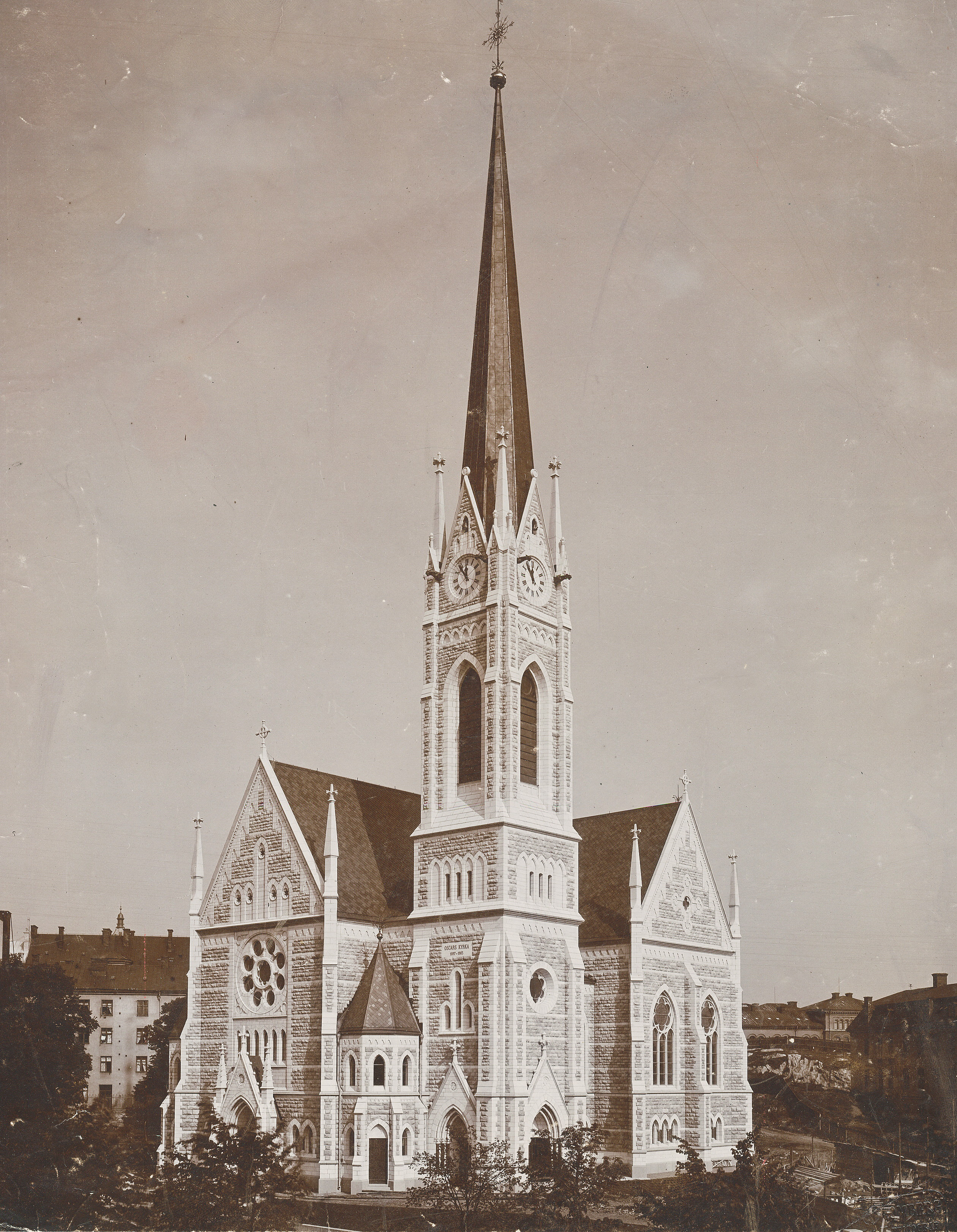
Oscarskyrkan 1903.

Kyrkan är byggd i råhuggen gråvit kalksten och uppförd i nygotisk stil. Formen är den treskeppiga hallkyrkan med korta korsarmar och ett, liksom i många engelska kyrkor, rakslutet kor. Över mittskeppet reser sig spetssågevalven med markerade ribbor. Sidoskeppen avgränsas mot mittskeppet av rödaktiga granitkolonner och har längsgående läktare.
Två restaureringar har genomförts inne i kyrkan, den första 1921-1922, under Lars Israel Wahlmans ledning. Då ersattes de ursprungliga, enkelt glasade fönsterna med Emanuel Vigelands glasmålningar. I tre år arbetade den norske konstnären med dem och först 1929 var alla på plats. I de 33 fönsterna har Vigeland, påverkad av den stora medeltida glasmålaren i de franska katedralerna, mest den i Chartres, tolkat tanken att Nya Testamentet ligger fördolt i det Gamla och det
Gamla Testamentet öppnar sig i det Nya. I samband med restaureringen av altarfönstret användes till en början av misstag ett felaktigt medel, vilket gjorde så att glaset mörknade på applikationsställena. Detta syns tydligt längst ner när solen lyser in. 
I mittskeppet utbyttes de fyra glänsande mässingskronorna mot tre stora kronor i ek med en reflexbelysning som mera lät valven komma till sin rätt. Den nuvarande predikstolen i kalksten tillkom vid den första restaureringen. Dess ljudtak är dock ursprungligt.
Valvmålningarna avlägsnades vid nästa restaurering, 1954-56, som leddes av Otar Hökerberg. På läktarnas östväggar finns åtta skulpturer av Gunnar Torhamn, som tidigare var placerad på mittskeppets kapitäl. Begravningskapellet, kallat "Oscars lillkyrka", uppfördes 1903 och ligger söder om huvudbyggnaden. Där finns ett altarkors och en dopfunt i glas. Båda skapade av glaskonstnären Ebba von Wachenfeldt 1997 till invigningen av lillkyrkan, som tidigare var gravkapell. I kyrktornet hänger tre kyrkklockor och ett klockspel med 25 klockor installerat år 2001 av Bergholtz klockgjuteri i Sigtuna. 

## Inventarier

### Orglar
- 1903 bygger Åkerman & Lund, Sundbybergs köping en orgel med 32 stämmor. Den byggdes om 1923 av samma firma enligt transmissionssystemet till 86 stämmor, tre manualer och pedal.
- Den nuvarande orgeln är byggd 1949 av Marcussen & Søn, Aabenraa, Danmark och är en av Sveriges största orglar. Den har ett tonomfång på 56/30. manual I, II, III och pedalen har mekanisk traktur. Manual IV har elektrisk traktur och hela orgeln har elektrisk registratur. Den omändrades 1980 av Bruno Christensen & Sønner Orgelbyggeri då orgeln fick 240 fria kombinationer, registersvällare och ett till stämma, Unda maris 8'.

#### Kororgel
Kororgel är också tillverkad Bruno Christensen & Sønner, Tinglev, Danmark 1979/1980 och har fyra stämmor. Den är mekanisk och huvudorgelns manual IV går att spela från kororgeln.
| Manual       | Pedal   |
| Gedackt 8’   | Bihängd |
| Principal 4’ |         |
| Rörflöjt 4'  |         |
| Oktava 2'    |         |

#### Diskografi

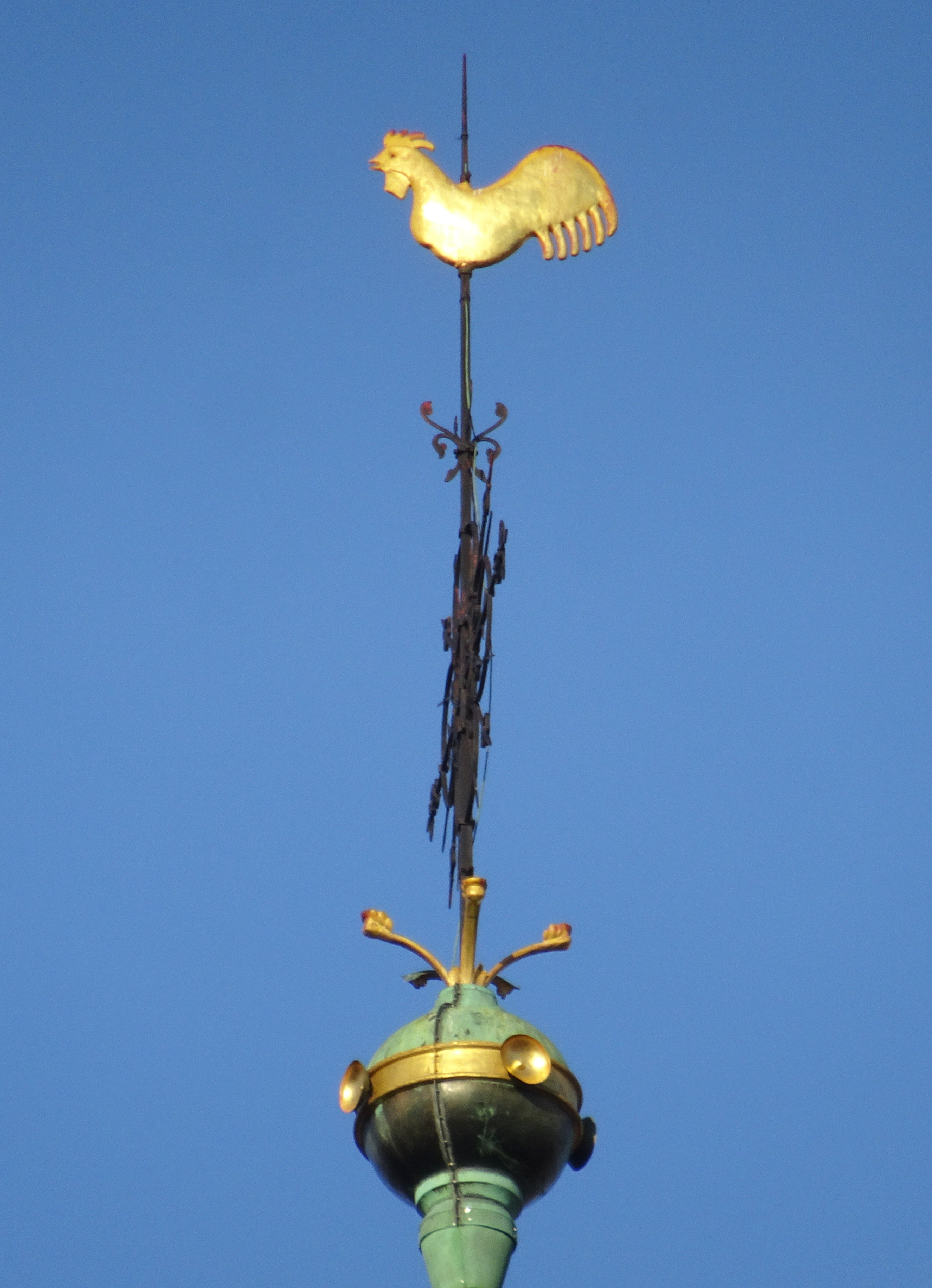
Oscarskyrkans kyrktupp, 2021.

Inspelningar av musik framförd på kyrkans orglar.
- Autograph : svenska tonsättare spelar egna orgelverk. LP. Proprius PROP 7833. 1982.
- Cantate Domino / Linder, Alf, orgel. SACD. Proprius PRSACD 7762. 2003. - Tidigare utgivet på LP 1976.
- Complete organ works / Messiaen, Olivier, kompositör ; Boström, Erik, orgel. 7CD. Proprius PRCD 9009-9015. 1992.
- Nox angustiae : for soli, double chorus and organ / Nilsson, Torsten, dirigen och kompositör ; Mellnäs, Marianne, sopran ; Welin, Karl-Erik, orgel  Oscars motettkör. CD. Bis 138. 1996. - Tidigare utgivet på LP 1978.
- Organ music / by Johann Sebastian Bach & Max Reger / Boström, Erik, orgel. CD. Sterling CDA 1687-2. 2013.
- Orgelverk av Max Reger / Linder, Alf, orgel. LP. Caprice CAP 1129. 1977.
- The Oscar church organ / Boström, Erik. CD. Proprius PRCD 9002. 1988. - Även utgivet på LP.
- Preludium & fuga för orgel BWV 532 d-dur / Bach, Johann Sebastian, kompositör ; Linder, Alf, orgel. LP. Proprius PROP 7780. 1977.
- Septem improvisationes pro organo / Nilsson, Torsten, orgel. CD. Proprius PRCD 9157. 1997. - Tidigare utgivet på LP 1972.
- Sheng / Jahren, Helén, oboe ; Ericsson, Hans-Ola, orgel. LP. Malmö audioproduktion MAP R 8606. 1986.
- Svenska orgelkompositioner / Linder, Alf, orgel. LP. HMV SCLP 1040. 1965.
- Verk för orgel / Rosenberg, Hilding, kompositör ; Linder, Alf, orgel. LP. Caprice CAP 1064. 1980.
- Visioner / Nilsson, Torsten, orgel. LP. Proprius PROP 9904. 1983.

### Altaret
Hermanssons nygotiska altaruppsats fick vid den andra restaureringen lämna
plats för en ny i guldbrons, modellerad av John Lundqvist. Dess form är
inspirerad av senmedeltidens rektangulära tredelade altarskåp och är utförd
i hög relief, delvis med fristående figurer.
Figurerna i altaret visar livet och döden. I mitten ses den triumferande
Kristus inom en mandorla, omgiven av djur och tillbedjande människor. Till
vänster finns en man, en kvinna och ett barn framför livets träd. Till höger en man som vänt livet ryggen och ytterligare en som sjunkit
ihop av ålder och umbäranden. Över dem svävar dödens ängel med fladdrande
klädnad och väldiga vingar. 
Altarringen är den ursprungliga från 1903, ritad av Hermansson.

### Dopfunten
Den nuvarande dopfunten av mattslipad kalksten från Brunflo utfördes 1957 av
skulptören John Lundqvist för det nya dopkapellet. Cuppan, som är rund,
har upptill prytts med ett avrundat brett tandsnitt samt, i hög relief, en
duva på ena sidan och ett Kristusmonogram på den andra.

### Dekorationer
Vid restaureringen 1921-1922 tillförde dekoratören Filip Månsson målningar
i kor och valv vilka gav sin karaktär åt kyrkan. Dessa för tanken till
svensk kurbitstradition, i vilken den kyrkliga symboliken sattes in. 
Av hans dekorationer har kormålningarna bevarats.

### Interiörbilder

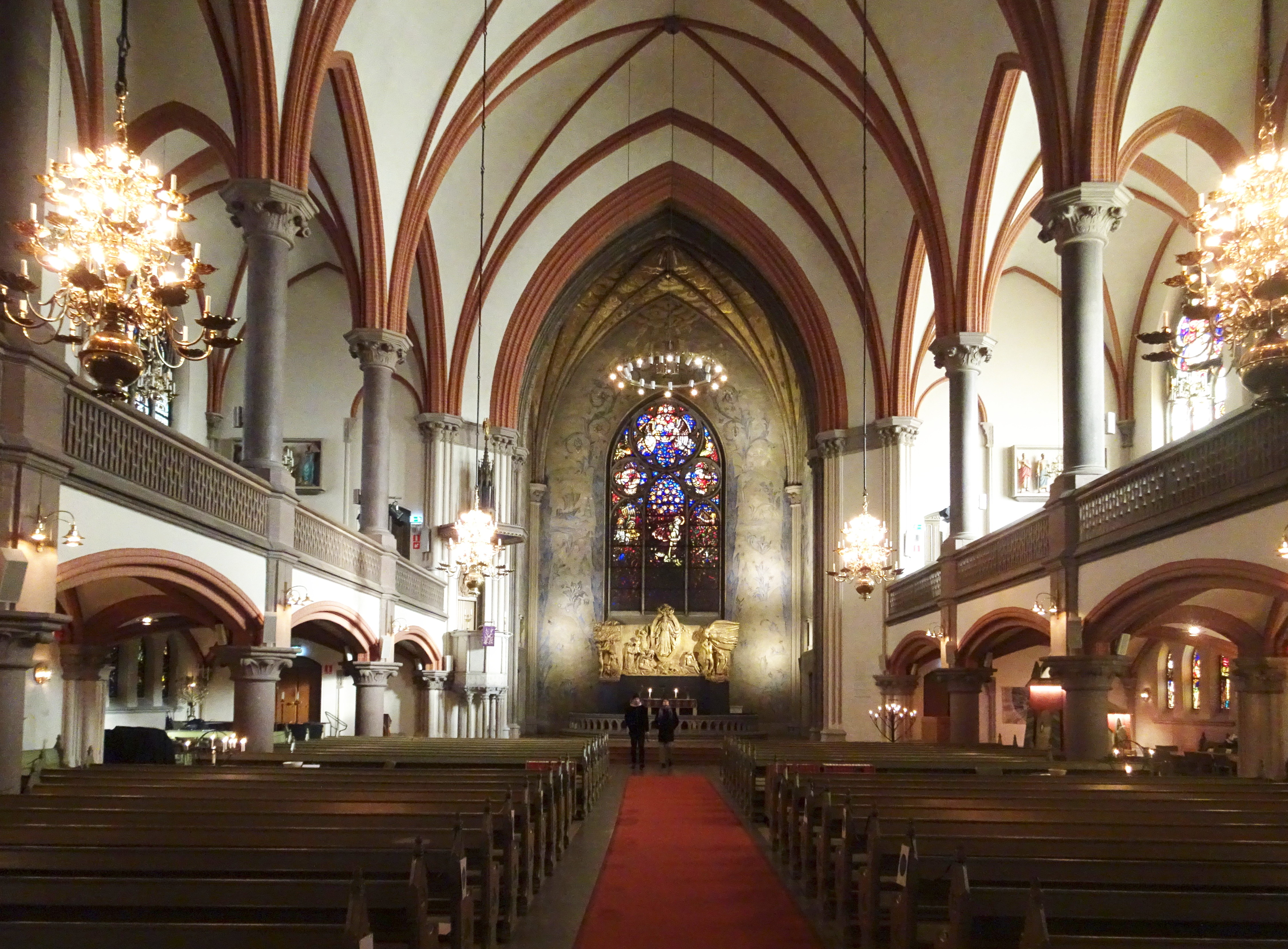
Kyrkorummet mot altaret.
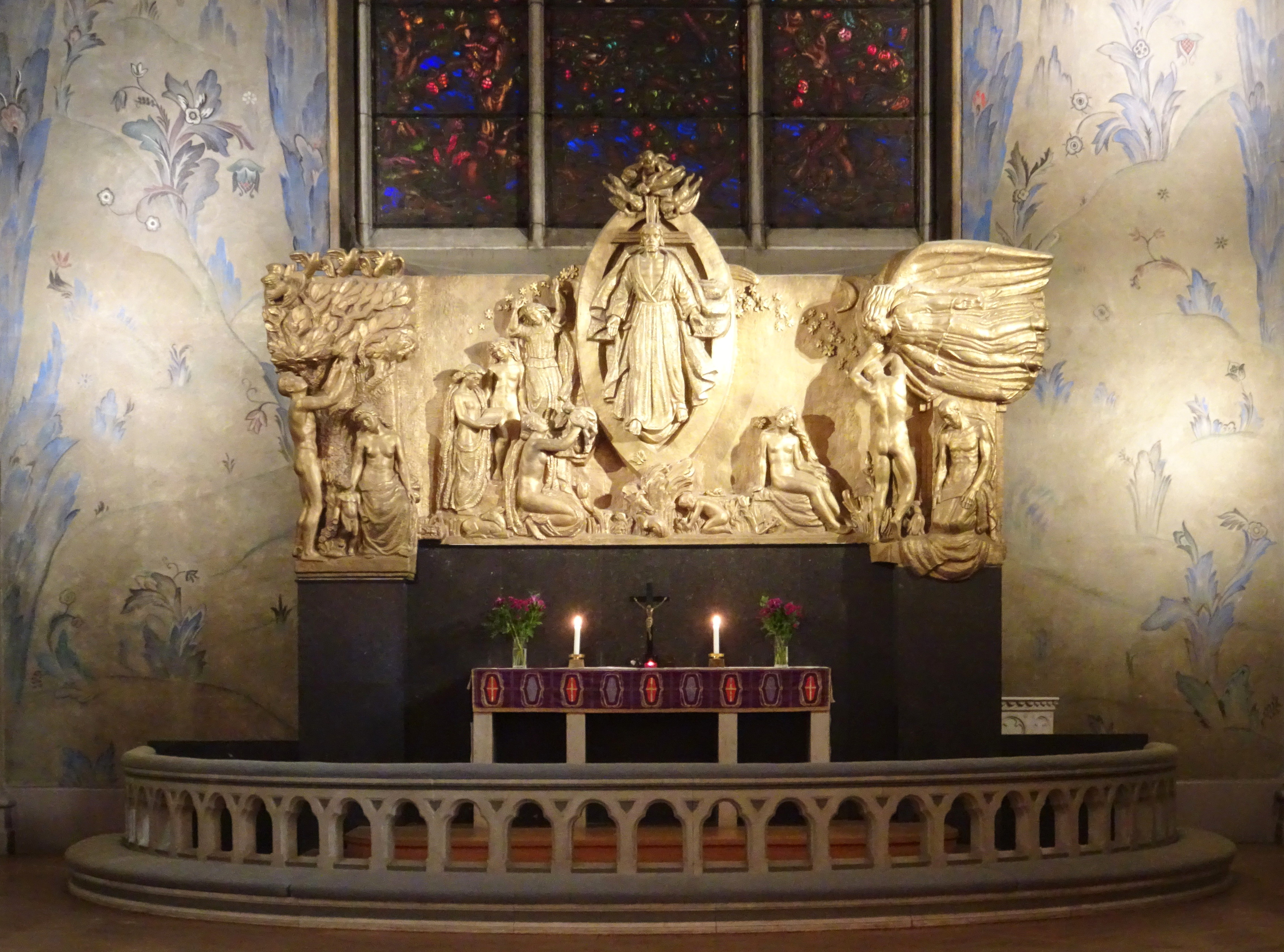
Altaret.
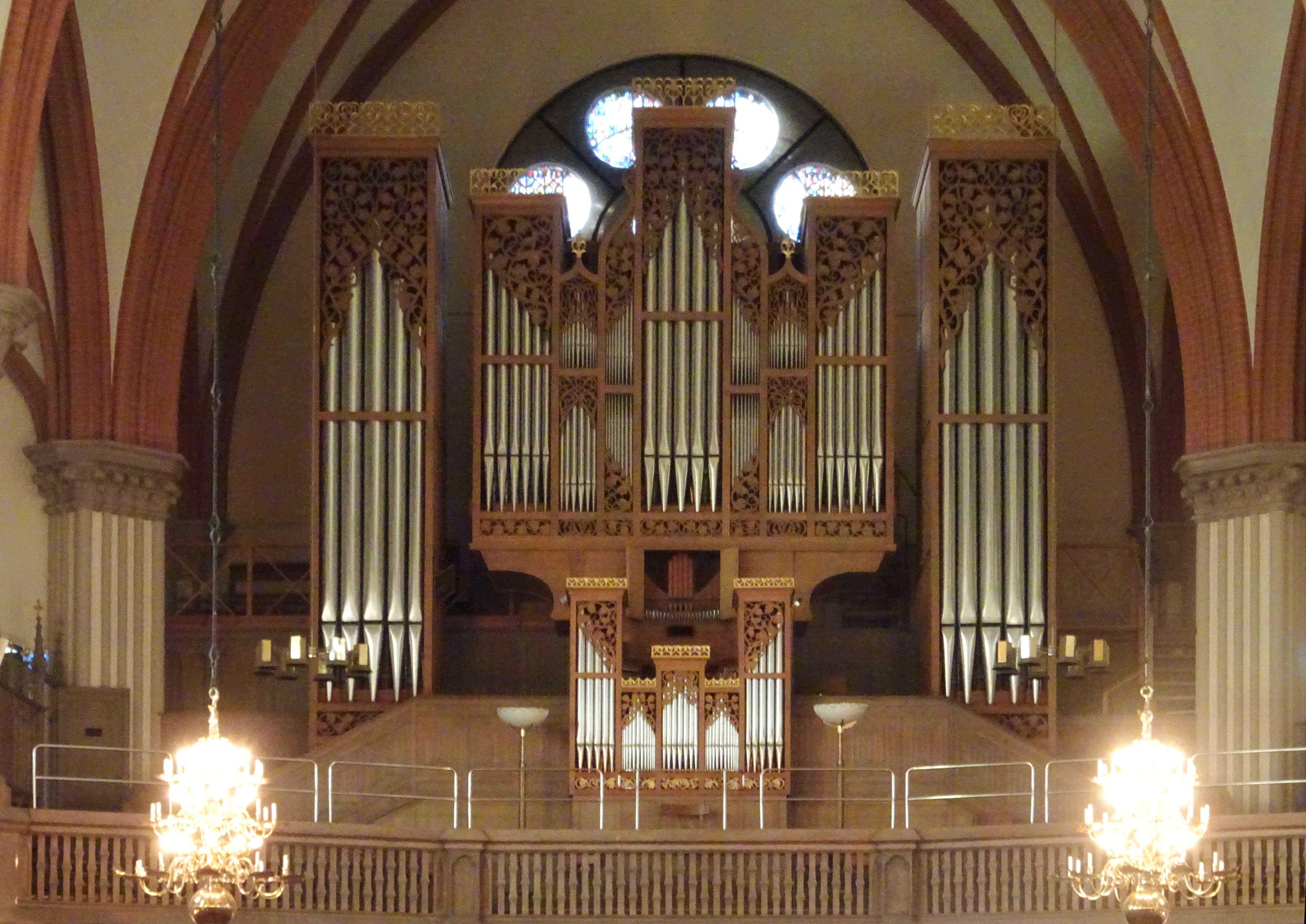
Orgelläktaren.
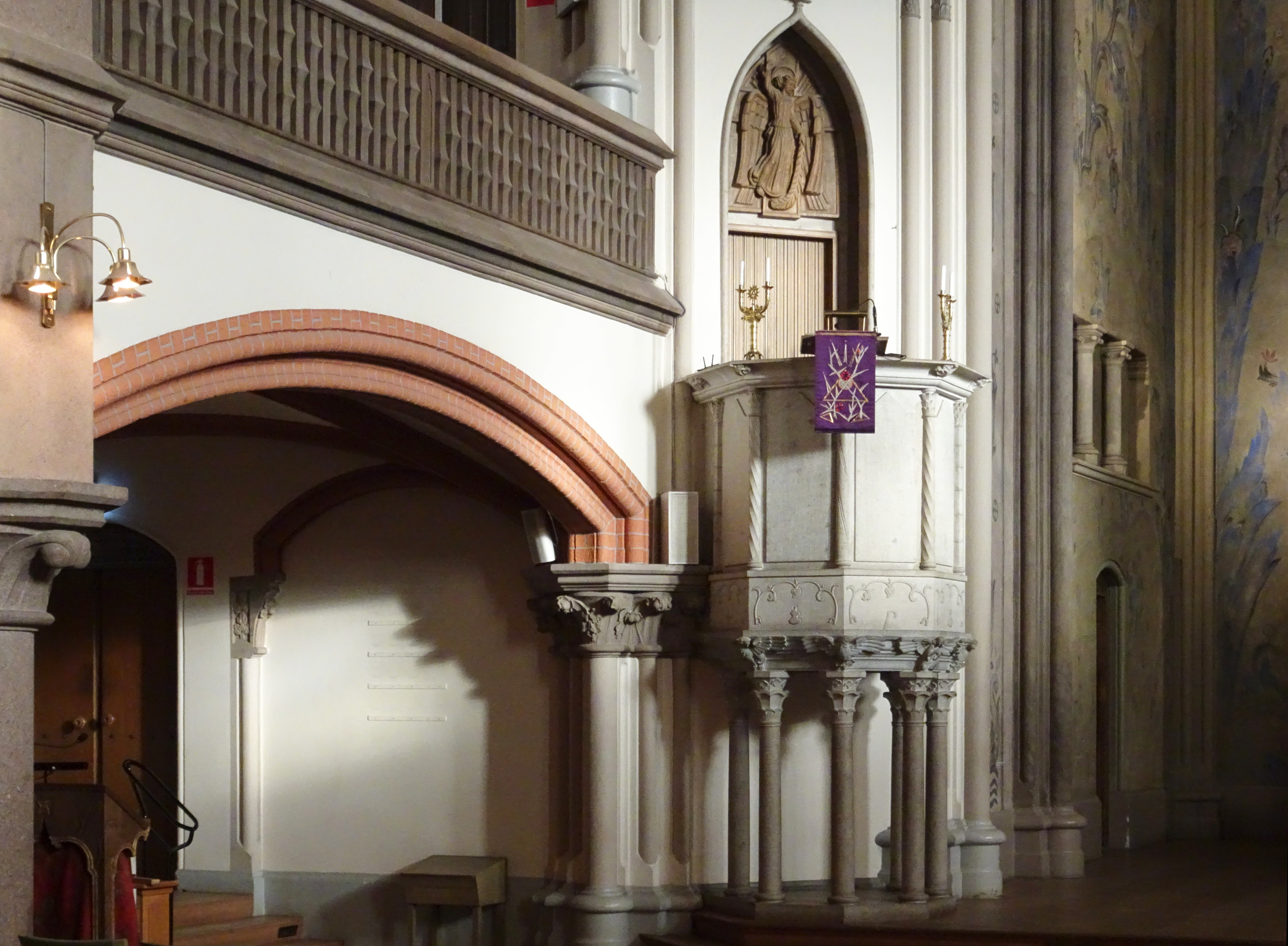
Predikstolen.
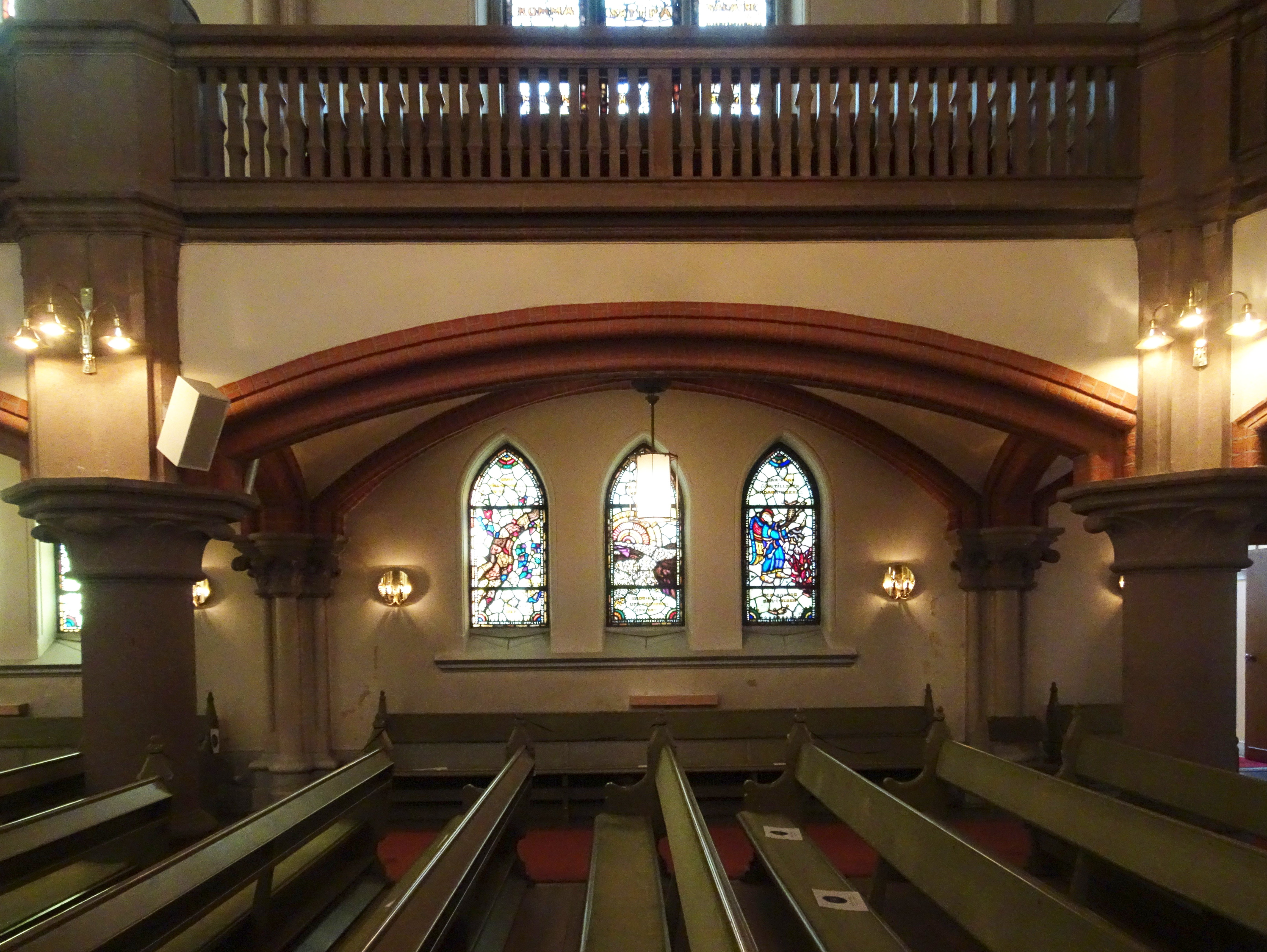
Sidoskeppet.